# Dobrnež
Dobrnež – wieś w Słowenii, w gminie Slovenske Konjice. W 2018 roku liczyła 113 mieszkańców.